# 代米尔希萨尔市镇

代米尔希萨尔市镇在北马其顿的位置

代米尔希萨尔市镇，为北马其顿的一个市镇。该市镇西临雷森市镇、奧赫里德市鎮、德巴尔察市镇，北邻德魯戈沃市鎮，东邻克鲁舍沃市镇、莫吉拉市鎮，南邻比托拉市镇。总面积480,13平方公里，总人口9,497。行政中心位于代米爾希薩爾。“代米尔希萨尔”来源自土耳其语，意为“钢铁堡垒”。该市镇为佩拉戈尼亚统计区的一部分。